# Laura Ruiz Pérez
Laura Ruiz Pérez (* 18. Juni 2004 in Colindres) ist eine spanische Radrennfahrerin, die auf der Straße aktiv ist.

## Sportlicher Werdegang
Als Juniorin wurde Ruiz Pérez 2022 spanische Meisterin im Straßenrennen. Mit dem Wechsel in die U23 wurde sie 2023 zunächst Mitglied im spanischen Eneicat-CMTeam-Seguros Deportivos. Bereits nach einer Saison wechselte sie gemeinsam mit ihrer Schwester zum Movistar Team Women. Bestes Ergebnis ist bisher ein siebter Etappenrang zum Auftakt der UAE Tour 2024.

## Familie
Ihre Zwillingsschwester Lucía Ruiz Pérez ist ebenfalls Radrennfahrerin und fährt mit ihr im selben Team.

## Erfolge
2022
- Spanische Junioren-Meisterin – Straßenrennen